# CRLS1
CRLS1 (англ. Cardiolipin synthase 1) – білок, який кодується однойменним геном, розташованим у людей на короткому плечі 20-ї хромосоми. Довжина поліпептидного ланцюга білка становить 301 амінокислот, а молекулярна маса — 32 593.
| 10         |  | 20         |  | 30         |  | 40         |  | 50         |
| ---------- |  | ---------- |  | ---------- |  | ---------- |  | ---------- |
| MLALRVARGS |  | WGALRGAAWA |  | PGTRPSKRRA |  | CWALLPPVPC |  | CLGCLAERWR |
| LRPAALGLRL |  | PGIGQRNHCS |  | GAGKAAPRPA |  | AGAGAAAEAP |  | GGQWGPASTP |
| SLYENPWTIP |  | NMLSMTRIGL |  | APVLGYLIIE |  | EDFNIALGVF |  | ALAGLTDLLD |
| GFIARNWANQ |  | RSALGSALDP |  | LADKILISIL |  | YVSLTYADLI |  | PVPLTYMIIS |
| RDVMLIAAVF |  | YVRYRTLPTP |  | RTLAKYFNPC |  | YATARLKPTF |  | ISKVNTAVQL |
| ILVAASLAAP |  | VFNYADSIYL |  | QILWCFTAFT |  | TAASAYSYYH |  | YGRKTVQVIK |
| D          |  |            |  |            |  |            |  |            |

A: Аланін

C: Цистеїн

D: Аспарагінова кислота

E: Глутамінова кислота

F: Фенілаланін

G: Гліцин

H: Гістидин

I: Ізолейцин

K: Лізин

L: Лейцин

M: Метіонін

N: Аспарагін

P: Пролін

Q: Глутамін

R: Аргінін

S: Серин

T: Треонін

V: Валін

W: Триптофан

Кодований геном білок за функцією належить до трансфераз. 
Задіяний у таких біологічних процесах, як метаболізм ліпідів, біосинтез ліпідів, альтернативний сплайсинг. 
Локалізований у мембрані, мітохондрії, внутрішній мембрані мітохондрії.